# 霍爾登比奇 (北卡羅萊納州)
霍爾登比奇（英語：Holden Beach）是一個位於美國北卡羅萊納州不倫瑞克縣的城鎮。

## 人口
根據2020年美國人口普查的數據，霍爾登比奇的面積為9.70平方千米，當中陸地面積為7.86平方千米，而水域面積為1.84平方千米。當地共有人口921人，而人口密度為每平方千米95人。